# Estadio Luis Valenzuela Hermosilla
El Estadio Bicentenario Municipal "Luis Valenzuela Hermosilla" se ubica en la ciudad de Copiapó, Región de Atacama, Chile. Fue inaugurado en la década de los 60 en el terreno donado por los Hermanos Juan Bautista y Vittorio Revello Cassottana gracias a las gestiones de Jose "Pepe" Martínez y el Dirigente Luis Valenzuela Hermosilla a fines de los años 50s. Fue reempastado en 1999y en él se disputan los partidos de local de los equipos Club de Deportes Copiapó, que milita en la Primera  B del fútbol chileno y por los equipos de CEFF Copiapó y Audax Italiano de Paipote de la Tercera División B de Chile. Naturalmente, fue también la sede de los partidos que su antecesor, el Regional Atacama, disputó durante sus años de competencia en los torneos chilenos.
El estadio posee 4 torres de iluminación, y cuenta con una pista sintética de atletismo con 6 carriles, apta para las pruebas de campo, que se instaló en 1999. En el mismo recinto en que se encuentra el Estadio Municipal Orlando Guaita Botta, establecimiento techado que puede albergar disciplinas como básquetbol, vóleibol, artes marciales y espectáculos musicales, entre otros; la piscina municipal, de 50 x 25 metros, 8 carriles de competición y graderías para 500 espectadores, inaugurada en la década de los 70; un gimnasio equipado con maquinarias para actividad física y zonas de entrenamiento para gimnasia artística; una cancha de tierra; una multicancha y las dependencias regionales de Chiledeportes. Debió ser reparado por los daños con que resultó tras el aluvión que afectó a Copiapó en marzo de 2015, por lo cual, Deportes Copiapó debió jugar sus partidos de local en el Estadio La Caldera. Se volvió a habilitar en 2018.

## Posible traslado
Hacia finales de 2006 se instaló en Copiapó la discusión sobre el posible cambio de uso de los terrenos que ocupa el Luis Valenzuela Hermosilla. Su posible uso sería, de acuerdo a las palabras del alcalde, un centro comercial. Para la práctica deportiva se reservaría la construcción de un nuevo recinto, ubicado en el sector conocido como Parque El Pretil, de la ciudad de Copiapó. En este nuevo estadio deberían mejorarse los estándares de comodidad y seguridad del actual recinto, con mejores instalaciones para la práctica del fútbol y el atletismo. Este proyecto se enmarcaría dentro de los planes presidenciales de mejorar las instalaciones deportivas nacionales, y construir al menos un complejo deportivo de alto nivel en cada una de las regiones de Chile. La idea generó resistencia en algunos sectores de la ciudad, que proponían, en lugar del traslado, la reparación del recinto en el mismo terreno que ocupa en la actualidad.
En el año 2008 la ANFP prohibió que Deportes Copiapó juegue de local en este recinto deportivo por la mala calidad de la cancha, es por eso que se cerrará este reducto para dar vida a uno nuevo no antes del 2010.[cita requerida]

## Remodelación

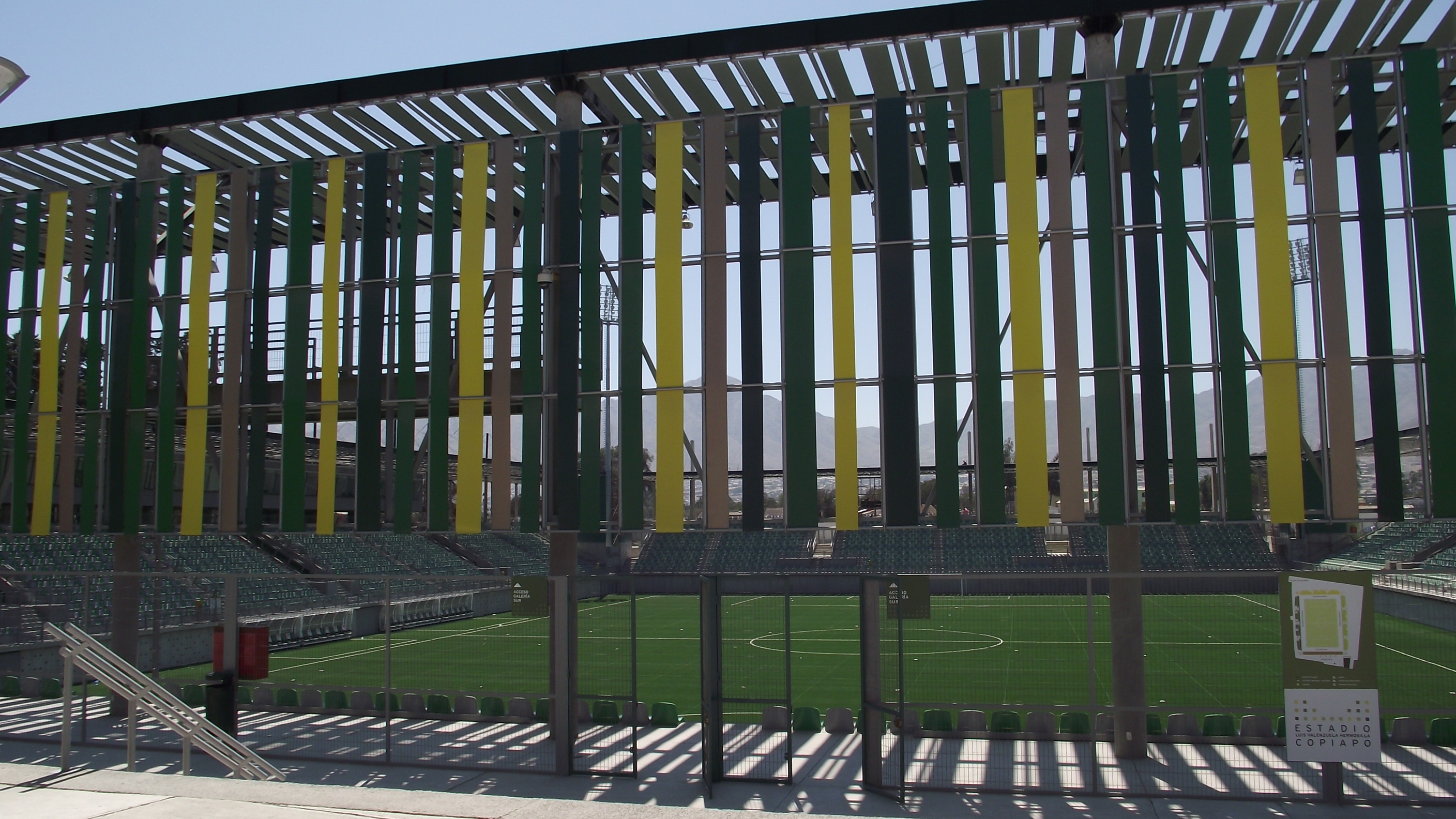
Estadio Luis Valenzuela Hermosilla

Como parte de la Fase 2 de Red de Estadios Bicentenario, el Estadio Luis Valenzuela Hermosilla fue remodelado completamente para el año 2010, contando la ciudad de Copiapó y el Club de Deportes Copiapó con un nuevo estadio con estándares FIFA ubicado en el mismo lugar donde se encuentra el actual estadio. La licitación desarrollada por la Dirección Regional de Arquitectura fue adjudicada a Ingeniería y Construcción Socovesa quienes cumplieron con los requisitos planteados por la comisión reguladora. Tiene una capacidad para albergar 8.500 personas.
Siete puntos fundamentales y característicos son los que lograron la licitación para Socovesa. Son estos 7 puntos los que harán la diferencia con el añoso recinto copiapino. Una de las características es la creación de la "plaza sombreada", una gran techumbre ubicada en la tribuna poniente del estadio unirá el recinto con el "Parque Schneider", generando un puente continuo entre ambas instalaciones.
Otras 2 plazas y una "mirador" que no sobresaldrá de la vereda Conrado Araya, y otra por la calle avenida Copayapu que se ubicara a un costado de la "Feria Libre" completa esta parte de la propuesta de los arquitectos.
En cuanto a accesos, hay 2: uno peatonal que permite acceder a las áreas restringidas y otro vehicular en forma de anillo perimetral, cubriendo el estadio. Las boleterías se ubican, una por el sector de entrada vehicular por Conrado Araya y el otro por la entrada de galerías en el sector de la avenida, siendo instalados los servicios al centro del reducto, reubicando las oficinas de Chiledeportes en el ala sur-oriente.
En cuanto al gramado del recinto, es de pasto sintético y está semienterrado, entregando mejor visión para el espectador a la cancha y alrededor del estadio.
Como se dijo anteriormente, el nuevo Estadio Luis Valenzuela Hermosilla cocon techumbre tipo sombrero y revestimiento tejido "Stripweave" utilizando también la piedra como material autóctono de la zona. Por último, Ingeniería y Construcción Socovesa propuso motivos indígenas, puntualmente de la artesanía Colla, con la que se pretende dar color a las butacas del estadio. La construcción tiene un orden de construcción primero por las plazas, luego con la obra gruesa de galerías y aposentadurías y finalmente con la cancha.
La construcción empezó el mes de diciembre de 2009.
El nuevo estadio Luis Valenzuela Hermosilla fue inaugurado el 12 de noviembre de 2011, en una ceremonia en la que participaron el ministro de Obras Públicas, Laurence Golborne, y la intendenta de Atacama, Ximena Matas, entre otras autoridades.
En marzo de 2015, un aluvión afectó a Copiapó, y se inundó gran parte del estadio. Luego de dos años en 2017 se sacó todo el barro del estadio, se reconstruyeron los camarines y se cambiaron las butacas, reinaugurándose finalmente en marzo de 2018.

## Conciertos
| Fecha                 | Artista o banda | Notas                                     |
| --------------------- | --------------- | ----------------------------------------- |
| 15 de octubre de 2009 | Daddy Yankee    | "Daddy Yankee: En concierto - TOUR CHILE" |
| 21 de abril de 2024   | Sin Bandera     | "Sin Bandera: Chile Tour                  |